# ニューヨーク市地下鉄R110B形電車
R110B (R131)は、Bディビジョン向けにカナダのボンバルディア社が製造した、ニューヨーク市地下鉄の新技術試験列車(NTT)の試作車である。3両編成9両が製造され(3001-3009)、将来の量産車両(R143など)に採用される技術の試験を目的として設計された。
R110Bは1989年に発表され、1992年に納入され、1993年6月15日にA系統で運行を開始した。1996年の事故により3両が運用を離脱し、残る6両がC系統で運行された。事故の影響を受けなかった6両は2000年まで運行を続けたが、故障が頻発し、平均故障間隔の短さから運用を離脱した。9両のうち5両は各施設に移され、訓練用や展示用途に活用されている。

## 概要
R110Bは1989年12月にボンバルディア社に発注された。最終的にR143などに搭載される予定の新技術を試験するための試験車両であり、長期的な運用を目的としたものではなかった。日本における試験車両「ACトレイン」に近い性質を持つ。
R110Bは9両が製造され、3001～3009の番号が付与された。各車両は3両編成で連結され、(例: 3001-3002-3003) 両端の制御車がそれぞれ4基の主電動機を搭載し、中間車両は無動力の付随車である。車体はBディビジョン規格に準拠しているが、全長67フィート(BMT標準およびSIRT ME-1と同一)とやや長めである。
制御方式は標準的なものだが、コンピューター機能が追加されている。運転台はデスクタイプで、スイッチ類、ランプ、牽引・制動を操作する1本のレバーが配置されている。両側にファンクションキーがあるモニターで速度や車両の状態を確認できる。
車両デザインはBMTおよびINDで使用されるR68型に類似するが、車端部の形状やドア配置が一部変更され、窓にはレキサンガラスが採用されている。また、運転台のない車両にもテールライトに似た装備がある。
内装はマットな合成樹脂製で、軽い研磨剤で傷や落書きを除去可能だ。座席はR68型と同じ配置だが、材質が異なる。内部の壁面には茶色のグラスファイバーとプラスチックが使用され、一部車両では青のアクセントが入る。手すりは従来の車両より低く、R12やR14にも後付けで受け継がれた。列車前面にはロールサイン、LCD行先表示器、車内ストリップルートガイド、停車駅を示すLED表示器が備えられている。
R110Bは、緊急時に使用できる乗客用緊急ボタンを初めて搭載した車両の一つでもある。

## 歴史
1970～1980年代、MTAはR46などの地下鉄車両を導入したが、試作車を製造しなかったため、高額な改修が必要となった。これを踏まえ、1989年にMTAは2種類の試作車を発注。これが、川崎重工業製のR110A（R130）とボンバルディア製のR110B（R131）である。
R110Bは1993年6月15日にA系統で運行開始。

### 事故
1996年11月4日、A系統を運行中の3006号車で火災が発生。3007～3009号車は運行停止となり、3006号車の修理と部品確保のために解体された。残る6両はC系統で運行を継続した。

### 引退と現状
1999年を通じて試験運行が続けられたが、故障が頻発し、2000年に運用を終了。
3007 – 外観を修復し、2025年2月からニューヨーク交通博物館に展示されている。
3001 – 2014年初頭にニューヨーク市警で訓練車として使用するためにクイーンズのカレッジ ポイントに送られました。室内に収まるように車体がカットされた。
3004/3006 – 2004 年 8 月からコニー アイランド ヤードの消防施設で訓練車として使用されています。3004と2006は訓練車のR30 8392と8401 を置き換えました。
3005 – 2004 年 7 月 15 日より PS 248・ニューヨーク市交通学習センターで訓練車として使用されている。この車両はR16 6452 を置き換えた。
3008 – 2015 年 8 月下旬に FDNY のランドールズ島訓練施設付近で目撃された。
3002、3003、3009 – 現在207番街ヤードに保管されている。これらの車両の計画は不明だ。
このように、R110B型電車はニューヨーク市地下鉄の次世代車両開発に貢献しつつ、一部の車両は訓練や展示用途として引退後も活用されている。実際、R110シリーズがもたらしたデザインや革新的な機能は、現在のR160/143やR179、R142といった車両にも受け継がれている。その影響の大きさからも、R110シリーズが果たした功績の重要性がうかがえる。